# 帕克火山
帕克火山（现称Mélébingóy）是菲律賓的火山，位於棉蘭老島，由南哥打巴托省負責管轄，距離三投斯將軍市30公里，海拔高度1,824米，最近一次火山噴發在1641年發生。